# La Paroi
La Paroi est un roman de Pierre Moustiers publié le 5 mars 1969 aux éditions Gallimard et ayant reçu le Grand prix du roman de l'Académie française la même année.

## Éditions
- La Paroi, éditions Gallimard, 1969  (ISBN 2070272346).

## Adaptation à l'écran
La Paroi a été portée à l'écran par Jean-Paul Le Chanois en 1972avec Michel Vitold et Pierre Brice dans les rôles principaux.